# Stadium Australia
El Stadium Australia, conocido por motivos de patrocinio ANZ Stadium, y anteriormente Telstra Stadium, es un estadio multiusos ubicado al interior del Parque Olímpico de Sídney, en el distrito suburbano de Homebush de la ciudad de Sídney, capital del estado de Nueva Gales del Sur, en Australia. En este estadio se realizaron las ceremonias de apertura y clausura de los Juegos Olímpicos de Sídney 2000, además de las competiciones de atletismo y la final de fútbol.

## Historia
Fue construido con el nombre de "Stadium Australia" para recibir las Olimpíadas de verano del 2000 e inaugurado en marzo de 1999. En 2002, la compañía australiana de telecomunicaciones Telstra Corporation adquirió los derechos de nombre (hasta 2009, con otras opciones) del recinto deportivo, llamándose "Telstra Stadium". Es el segundo estadio más grande de Australia, contando con casi 84 000 espectadores y uno de los más modernos que existen hoy en día.
La selección de Nueva Gales del Sur de rugby 13 juega sus partidos de local en el Estadio Olímpico desde 1999. En la National Rugby League, los Canterbury-Bankstown Bulldogs juegan allí desde 1999, los Wests Tigers desde 2005 y los South Sydney Rabbitohs desde 2006. La Gran Final de la NRL se disputa en el estadio desde 1999.
Los Sydney Swans de la Australian Football League juegan sus partidos importantes en el Estadio Olímpico desde 2001. Los New South Wales Waratahs del Super Rugby lo usan desde 2009, y el Sydney Thunder de Big Bash Cricket desde 2012.
La selección de rugby de Australia ha disputado numerosos partidos en el Estadio Olímpico de Sídney. Entre ellos se destacan 14 enfrentamientos ante Nueva Zelanda, cinco ante Sudáfrica, cuatro ante Inglaterra, tres ante Francia y dos ante los Leones Británico-irlandeses. Además, allí se jugaron siete partidos de la Copa Mundial de Rugby de 2003, incluyendo las semifinales y la final. El partido decisivo entre Australia e Inglaterra se jugó ante 82 957 espectadores.
La selección de fútbol de Australia suele jugar de local en el Estadio Olímpico de Sídney. El 16 de noviembre de 2005, jugó el repechaje mundialista frente a Uruguay ante 82 698 espectadores, logrando un triunfo por 1-0 y la clasificación a la Copa Mundial de Fútbol 2006. También ha albergado partidos amistosos del Sydney FC ante clubes extranjeros, y el Partido de las Estrellas de la A-League. 
En 2015 albergó partidos de la Copa Asiática, incluyendo la final en que la Selección de Australia se coronó campeona al derrotar a Corea del Sur por 2-1 ante 76 385 personas.

## Eventos disputados

### Repechaje intercontinental OFC-Conmebol para la Copa Mundial de la FIFA Alemania 2006
| 16 de noviembre de 2005                                | Australia                                 | 1:0 (1:0, 1:0) (4:2 p.)    | Uruguay                                    | Estadio Telstra, Sídney                                      |                                                              |
|                                                        | M. Bresciano 35'                          | Reporte                    |                                            | Asistencia: 82 698 espectadores Árbitro(s): Medina Cantalejo | Asistencia: 82 698 espectadores Árbitro(s): Medina Cantalejo |
|                                                        |                                           | Tiros desde el punto penal |                                            |                                                              |                                                              |
|                                                        | Kewell · Neill · Vidmar · Viduka · Aloisi |                            | Rodríguez · Varela · Estoyanoff · Zalayeta |                                                              |                                                              |
| Australia clasificó a una Copa del Mundo tras 32 años. |                                           |                            |                                            |                                                              |                                                              |

### Copa Asiática 2015
- El estadio albergó siete partidos de la Copa Asiática 2015.
| Fecha               | Selección #1  | Resultado        | Selección #2           | Ronda                 | Espectadores |
| ------------------- | ------------- | ---------------- | ---------------------- | --------------------- | ------------ |
| 10 de enero de 2015 | Uzbekistán    | 1 - 0            | Corea del Norte        | Primera fase, Grupo B | 12 078       |
| 13 de enero de 2015 | Australia     | 4 - 0            | Omán                   | Primera fase, Grupo A | 50 276       |
| 15 de enero de 2015 | Catar         | 0 - 1            | Irán                   | Primera fase, Grupo D | 22 672       |
| 19 de enero de 2015 | Catar         | 1 - 2            | Baréin                 | Primera fase, Grupo D | 4841         |
| 23 de enero de 2015 | Japón         | 1 - 1 (4-5 pen.) | Emiratos Árabes Unidos | Cuartos de final      | 19 024       |
| 26 de enero de 2015 | Corea del Sur | 2 - 0            | Irak                   | Semifinal             | 36 053       |
| 31 de enero de 2015 | Corea del Sur | 1 - 2            | Australia              | Final                 | 76 385       |

## Galería

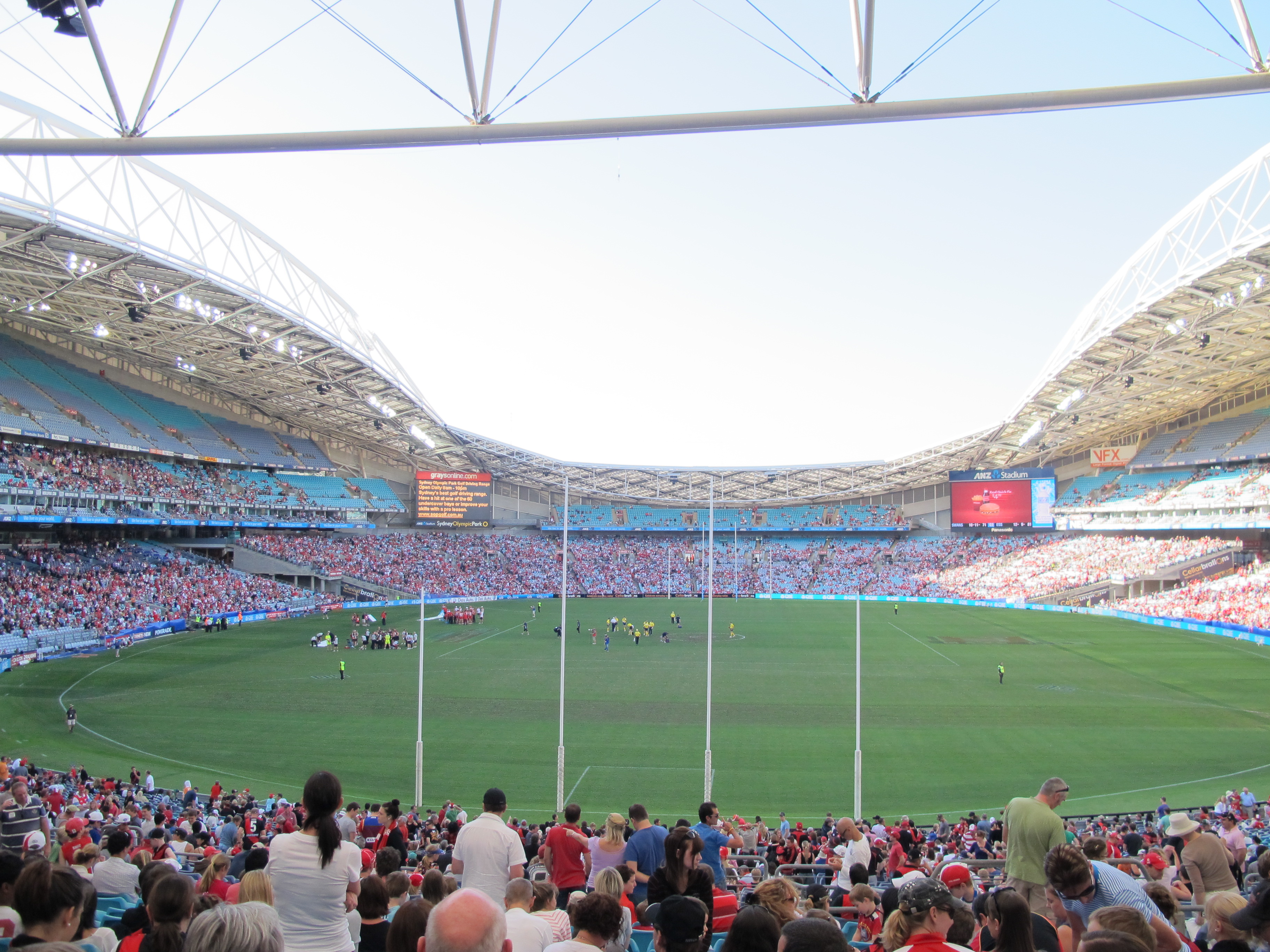
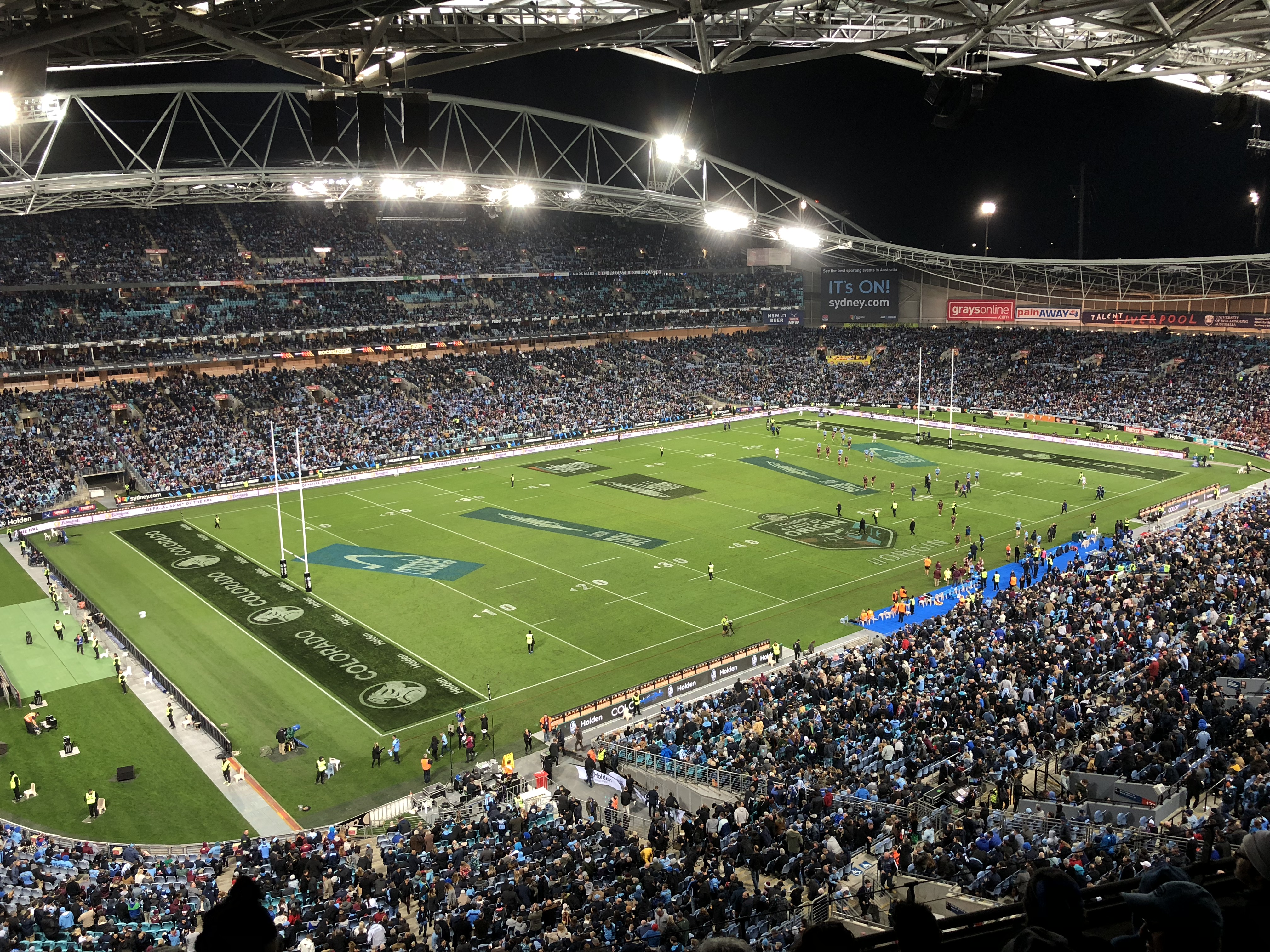
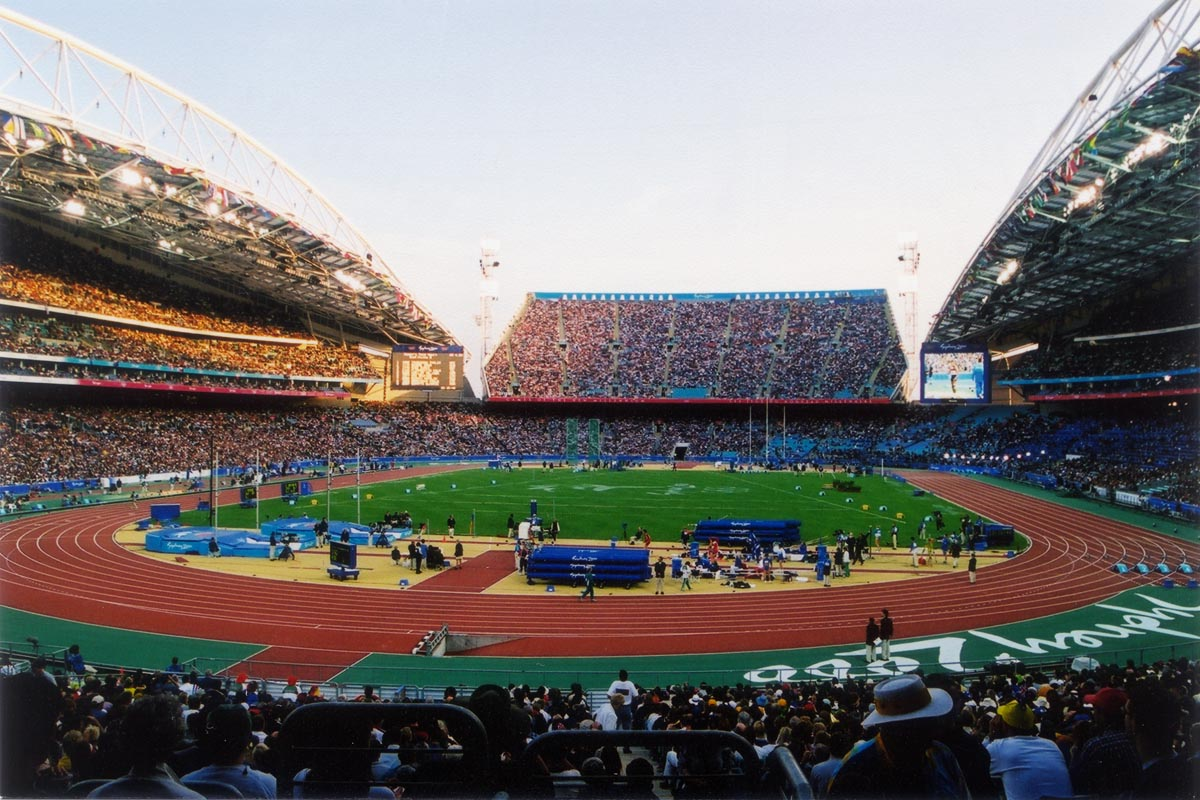